# Хумор
Хумор (лат. humor – влажност, течност, сок из средњовековне физиологије), увесељење или духовитост је способност људи, објеката или ситуација да изазове осећај забаве у другим људима. Тај осећај углавном прати осмех или гласан смех, веома здрав за организам. Порекло речи хумор долази од хуморалног лечења старих Грка, који су тврдили да мешавина течности (хумора) контролише људско здравље и осећаје. Ова тврдња је касније оповргнута, дефинишући хумор као снажну емоцију која се јавља у случају комичних ситуација у којима се особа осећа надмоћно, или на било који начин бољом од људи, или објеката који изводи шалу.

## Теорије
Постоје многе теорије о томе шта је хумор и којој друштвеној функцији служи. Преовлађујуће врсте теорија које покушавају да објасне постојање хумора укључују психолошке теорије, од којих велика већина сматра понашање изазвано хумором веома здравим; духовне теорије, које, на пример, могу сматрати хумор „божјим даром“; и теорије које хумор сматрају необјашњивом мистеријом, веома сличном мистичном искуству.
Теорија бенигног кршења, коју подржава Петер Макграв, покушава да објасни постојање хумора. Теорија каже да се „хумор јавља само када се нешто чини погрешно, узнемирујуће или претеће, али истовремено изгледа у реду, прихватљиво или безбедно“. Хумор се може користити као метод да се лако укључи у друштвену интеракцију тако што ће се отклонити тај незграпан, неугодан или нелагодан осећај друштвених интеракција.
Други верују да 'одговарајућа употреба хумора може олакшати друштвене интеракције'.

## Гледишта
Неки тврде да хумор не треба објашњавати. Аутор Е. Б. Вајт је једном рекао: „Хумор се може сецирати као што се може жаба, али ствар умире у том процесу, а унутрашњост обесхрабрује све осим чистог научног ума.“ Насупрот овом аргументу, протести против „увредљивости“ карикатура позивају на сецирање хумора или његовог недостатка од стране оштећених појединаца и заједница. Овај процес сецирања хумора не одбацује нужно смисао за хумор, већ усмерава пажњу на његову политику и претпостављену универзалност.
Несатирични хумор може се посебно назвати шаљивим хумором или рекреативним шалама.

## Порекло појма
У европске језике реч хумор је продрла с медицинском терминологијом. Наиме, средњи век и средњовековна ренесансна учења објашњавала су различите темпераменте, у духу Хипократове и Галенове традиције, као мешавину основних особина „елемената” и главних „хумора” у телу: крви, жучи, слузи и црне жучи. Нарушавање хармоније животних сокова и преовлађивање једног хумора сматрано је истовремено за предуслов болести и подлогу настраности. Одатле је реч хумор добила поред физиолошког и једно психолошко значење: добар, односно лош хумор означавао је човеково расположење. Повезивање појма хумор са комичним ефектима среће се у ренесансној комедији.

## Историја
Хумор се појављује још у раној историји. У Светоме писму, пророк Илија иронично саопштава идолопоклоницима бога Вале:
„А кад би у подне, стаде им се ругати Илија говорећи: вичите већма; јер је он бог! ваљда се нешто замислио, или је у послу, или на путу, или може бити да спава, да се пробуди.” (1 цар, 18, 27)

## Врсте хумора (шала)
- Вербалне форме
  - Иронија
  - Сарказам
  - Сатира
  - Пародија
  - Виц
- Невербалне
  - Гримасе (пример Џим Кери)
  - Пантомима и покрети рукама
  - Карикатура
  - Стрип
  - Узроковање бола (пример Том и Џери цртани филм, филм Сам у кући)
- Смешни закони
- Разни предмети и направе (маске, пластични носеви....)
- Одећа и костими
- Смешни звукови

## У школи
Употреба хумора игра важну улогу у развоју младих. Студије су показале да је хумор посебно важан у друштвеним интеракцијама са вршњацима. Полазак у школу је време када важност родитеља бледи у позадину, а друштвена интеракција са вршњацима постаје све важнија. Конфликт је својствен овим интеракцијама. Употреба хумора игра важну улогу у решавању сукоба и на крају у школском успеху и психолошком прилагођавању. Коришћење хумора који је друштвено прихватљив доводи до мање вероватноће да особа буде жртва малтретирања, док употреба самоомаловажавајућег хумора доводи до веће вероватноће да особа постане жртва малтретирања. Када су ученици малтретирани, употреба самоомаловажавајућег хумора може довести до погоршања негативних ефеката на психичко прилагођавање ученика школи.

## Студије

### Смех
Један од главних фокуса модерне психолошке теорије и истраживања хумора је да се успостави и разјасни корелација између хумора и смеха. Главни емпиријски налази наводе да смех и хумор немају увек везу један на један. Док је већина претходних теорија претпостављала везу између њих готово до те мере да су синоними, психологија је била у стању да научно и емпиријски истражи претпостављену везу, њене импликације и значај.
Дијана Самитат је 2009. године спровела студију којом је испитала диференцијацију емоција у смеху. Ангажовали су глумце и рекли им да се смеју са једном од четири различите емоционалне асоцијације коришћењем аутоиндукције, где ће се фокусирати искључиво на унутрашњу емоцију, а не на само изражавање смеха. Пронашли су укупну стопу препознавања од 44%, при чему је радост исправно класификована са 44%, голицање 45%, фрустрација 37%, а подсмех 50%.‍:399 Њихов други експеримент тестирао је препознавање смеха у понашању током индукованог емоционалног стања и открили су да се различити типови смеха разликују у погледу емоционалних димензија.‍:401–402 Поред тога, четири емоционална стања су показала читав низ високих нивоа и ниско узбуђење и валентност пошиљаоца.‍:403 Ова студија је показала да се смех може повезати и са позитивним (радост и голицање) и негативним (подсмех) емоцијама са различитим степеном узбуђења код субјекта.

### Здравље
Употреба адаптивног хумора показала се ефикасном за повећање отпорности у суочавању са невољом, а такође и ефикасна у ублажавању или поништавању негативних ефеката. Насупрот томе, неприлагођена употреба хумора може повећати потенцијалне негативне ефекте.
Мадељин Стрик, Роб Холанд, Рик ван Барен и Ад ван Книпенберг (2009) са Универзитета Радбоуд спровели су студију која је показала ометајућу природу шале на ожалошћеним појединцима.‍:574–578 Субјекти су представљени са широким распоном негативних слика и реченица. Њихови налази су показали да је хумористична терапија ублажила негативне емоције изазване након представљања негативних слика и реченица. Поред тога, терапија хумором је била ефикаснија у смањењу негативног афекта како се интензитет афекта повећавао.‍:575–576 Хумор је одмах био ефикасан као испомоћ у суочавању са невољом. Ескапистичка природа хумора као механизма суочавања сугерише да је најкориснији у суочавању са тренутним стресовима. Јачи негативни стимуланси захтевају другачији терапијски приступ.
Студије, попут оних које тестирају хипотезу о поништавању,‍:313 су показале неколико позитивних исхода хумора као основне позитивне особине забаве и разиграности. Неколико студија је показало да позитивне емоције могу обновити аутономно мировање након негативног утицаја. На пример, Фредериксон и Левинсон су показали да су се појединци који су изразили Душенов осмех током негативног узбуђења тужног и забрињавајућег догађаја опоравили од негативног афекта приближно 20% брже од појединаца који се нису смејали.‍:314
Разумно коришћење хумора може имати позитиван утицај на лечење рака. Ефикасност интервенција заснованих на хумору код пацијената са шизофренијом је неизвесна према закључцима Кохрановог прегледа.
Хумор може послужити као снажан механизам дистанцирања у суочавању са недаћама. Келтер и Бонано су 1997. открили да је Душенов смех у корелацији са смањеном свешћу о невољи. Позитивне емоције могу да олабаве стисак негативних емоција на размишљање људи. Дистанцирање мисли доводи до дистанцирања једностраних одговора које људи често имају на негативно узбуђење. Паралелно са улогом дистанцирања одвија при суочавању са невољом, тиме се подржава теорија да позитивне емоције доводе до увећаног мултилатералног когнитивног пута и изградње друштвених ресурса.